# Popis objekata za športove na ledu u Hrvatskoj
(popis nepotpun)
Popis ne sadrži privremena javna (gradska) rekreacijska klizališta, ledene parkove.

## Klizališta
Kazalo
* curling, brzo klizanje, brzo klizanje na kratke staze, umjetničko klizanje, hokej na ledu, speedway na ledu
naziv objekta - zatvoren objekt
| Lokacija                                 | Naziv objekta                    | Broj ledenih površina | Broj ledenih površina | Broj ledenih površina | Broj ledenih površina | Dimenzije [m] | Dimenzije [m] | Namjena*                                     | Nadm. visina [m] | Kapacitet tribina | Otvoren | Zatvoren | Bilješke                       | Ref   |
| Lokacija                                 | Naziv objekta                    | Σ                     | Zatv.                 | Nat.                  | Otv.                  | d×š           | r/#           | Namjena*                                     | Nadm. visina [m] | Kapacitet tribina | Otvoren | Zatvoren | Bilješke                       | Ref   |
| ---------------------------------------- | -------------------------------- | --------------------- | --------------------- | --------------------- | --------------------- | ------------- | ------------- | -------------------------------------------- | ---------------- | ----------------- | ------- | -------- | ------------------------------ | ----- |
| Delnice                                  | Goranski Sportski Centar Delnice | 1                     | •                     | 1                     | •                     | ×             |               |                                              |                  |                   | 2009.   | ne       |                                |       |
| Karlovac                                 | Gradsko klizalište Sokolski dom  | 1                     | •                     | •                     | 1                     | ×             |               |                                              | 112              |                   |         | ne       |                                |       |
| Osijek                                   | Sokol Centar                     | 1                     | •                     | •                     | 1                     | 60×25         |               |                                              | 90               |                   |         | ne       |                                |       |
| Samobor                                  | Klizalište Samobor               | 1                     | •                     | •                     | 1                     | ×             |               |                                              | 160              |                   |         | ne       |                                |       |
| Sisak                                    | Klizalište Zibel                 | 1                     | •                     | •                     | 1                     | ×             |               | hokej                                        | 98               |                   |         | 2017.    |                                |       |
| Sisak                                    | Ledena dvorana Zibel             | 1                     | 1                     | •                     | •                     | 60×30         |               | hokej, brzo klizanje ks                      | 98               | 2000              | 2018.   | ne       |                                |       |
| Varaždin                                 |                                  | 1                     | •                     | •                     | 1                     | ×             |               |                                              | 169              |                   |         | ne       |                                |       |
| Zagreb, ?                                | Ledena dvorana Doma sportova     | 1                     | 1                     | •                     | •                     | 60×30         |               | hokej, umjetničko klizanje, brzo klizanje ks | 122              | 5000              |         | ne       |                                | [ 1 ] |
| Zagreb, ?                                | Klizalište Šalata                | 1                     | •                     | •                     | 1                     | ×             |               |                                              | 122              |                   |         | ne       |                                |       |
| Zagreb, Zagrebački velesajam paviljon 40 | Klizalište Velesajam             | 1                     | 1                     | •                     | •                     | ×             |               | hokej                                        | 122              | 1000              | 1979.   | ne       | Nalazi se u paviljonu 40 ZV-a. | [ 2 ] |

## Bob, skeleton i luž staze
Do 2023. niti jedna nije izgrađena u Hrvatskoj.
Kazalo
██ prirodne staze; ostale su umjetne
* nadmorska visina najviše točke staze (start) - pad do najniže nadmorske visine staze (cilj)
| Lokacija | Naziv objekta | Duljina staze [m] | Max nagib staze [%] | Broj zavoja | Min. širina staze [m] | Nadmorska visina [m] * | Nadmorska visina [m] * | Kapacitet gledališta | Otvoren | Zatvoren | Bilješke | Ref |  |  |  |  |  |   |  |  |    |  |  |
| -------- | ------------- | ----------------- | ------------------- | ----------- | --------------------- | ---------------------- | ---------------------- | -------------------- | ------- | -------- | -------- | --- |  |  |  |  |  | - |  |  | -- |  |  |
| Lokacija | Naziv objekta | Duljina staze [m] | Max nagib staze [%] | Broj zavoja | Min. širina staze [m] |                        | [[]]                   | Kapacitet gledališta | Otvoren | Zatvoren | Bilješke | Ref |  |  |  |  |  | - |  |  | ne |  |  |